# Unione Sportiva Baracca Calcio 1990-1991
Questa pagina raccoglie le informazioni riguardanti l'Unione Sportiva Baracca Calcio nelle competizioni ufficiali della stagione 1990-1991.

## Rosa
| N. |                   | Ruolo | Calciatore             |
| -- | ----------------- | ----- | ---------------------- |
|    | Italia (bandiera) | A     | Sergio Actis Dato      |
|    | Italia (bandiera) | C     | Emilio Affuso          |
|    | Italia (bandiera) | A     | Andrea Baioni          |
|    | Italia (bandiera) | D     | Silvestro Baldacci (I) |
|    | Italia (bandiera) | C     | Andrea Buccioli        |
|    | Italia (bandiera) | A     | Francesco Caruso       |
|    | Italia (bandiera) | D     | Christian Cecchi       |
|    | Italia (bandiera) | C     | Giacomo Ceredi         |
|    | Italia (bandiera) | C     | Carlo Cotroneo         |

| N. |                   | Ruolo | Calciatore            |
| -- | ----------------- | ----- | --------------------- |
|    | Italia (bandiera) | A     | Paolo Alberto Faccini |
|    | Italia (bandiera) | C     | Guido Minetto         |
|    | Italia (bandiera) | C     | Felice Parisi         |
|    | Italia (bandiera) | C     | Walter Pasqualini     |
|    | Italia (bandiera) | P     | Andrea Sardini        |
|    | Italia (bandiera) | C     | Maurizio Teodorani    |
|    | Italia (bandiera) | D     | Giancarlo Valente     |
|    | Italia (bandiera) | D     | Giuseppe Vecchio      |
|    | Italia (bandiera) | D     | Moreno Villa          |

## Risultati

### Campionato

#### Girone di andata
| 16 settembre 1990 1ª giornata | Monza | 1 – 0 | Baracca Lugo |  |

| 23 settembre 1990 2ª giornata | Baracca Lugo | 0 – 0 | Mantova |  |

| 30 settembre 1990 3ª giornata | Venezia | 1 – 0 | Baracca Lugo |  |

| 7 ottobre 1990 4ª giornata | Baracca Lugo | 0 – 0 | Como |  |

| 14 ottobre 1990 5ª giornata | Fano | 0 – 0 | Baracca Lugo |  |

| 21 ottobre 1990 6ª giornata | Baracca Lugo | 1 – 1 | Spezia |  |

| 4 novembre 1990 7ª giornata | Pro Sesto | 4 – 1 | Baracca Lugo |  |

| 11 novembre 1990 8ª giornata | Baracca Lugo | 0 – 1 | Varese |  |

| 18 novembre 1990 9ª giornata | Vicenza | 2 – 0 | Baracca Lugo |  |

| 25 novembre 1990 10ª giornata | Baracca Lugo | 1 – 1 | Piacenza |  |

| 2 dicembre 1990 11ª giornata | Chievo | 1 – 0 | Baracca Lugo |  |

| 9 dicembre 1990 12ª giornata | Trento | 2 – 0 | Baracca Lugo |  |

| 16 dicembre 1990 13ª giornata | Baracca Lugo | 1 – 0 | Carpi |  |

| 30 dicembre 1990 14ª giornata | Pavia | 3 – 1 | Baracca Lugo |  |

| 6 gennaio 1991 15ª giornata | Baracca Lugo | 3 – 0 | Empoli |  |

| 13 gennaio 1991 16ª giornata | Baracca Lugo | 2 – 0 | Casale |  |

| 20 gennaio 1991 17ª giornata | Carrarese | 0 – 0 | Baracca Lugo |  |

#### Girone di ritorno
| 3 febbraio 1991 18ª giornata | Baracca Lugo | 1 – 0 | Monza |  |

| 10 febbraio 1991 19ª giornata | Mantova | 1 – 0 | Baracca Lugo |  |

| 17 febbraio 1991 20ª giornata | Baracca Lugo | 1 – 1 | Venezia |  |

| 24 febbraio 1991 21ª giornata | Como | 2 – 0 | Baracca Lugo |  |

| 3 marzo 1991 22ª giornata | Baracca Lugo | 1 – 1 | Fano |  |

| 17 marzo 1991 23ª giornata | Spezia | 0 – 0 | Baracca Lugo |  |

| 24 marzo 1991 24ª giornata | Baracca Lugo | 2 – 1 | Pro Sesto |  |

| 30 marzo 1991 25ª giornata | Varese | 0 – 1 | Baracca Lugo |  |

| 7 aprile 1991 26ª giornata | Baracca Lugo | 1 – 1 | Vicenza |  |

| 14 aprile 1991 27ª giornata | Piacenza | 0 – 0 | Baracca Lugo |  |

| 28 aprile 1991 28ª giornata | Baracca Lugo | 0 – 1 | Chievo |  |

| 5 maggio 1991 29ª giornata | Baracca Lugo | 4 – 1 | Trento |  |

| 12 maggio 1991 30ª giornata | Carpi | 0 – 1 | Baracca Lugo |  |

| 19 maggio 1991 31ª giornata | Baracca Lugo | 1 – 1 | Pavia |  |

| 26 maggio 1991 32ª giornata | Empoli | 1 – 1 | Baracca Lugo |  |

| 2 giugno 1991 33ª giornata | Casale | 0 – 1 | Baracca Lugo |  |

| 9 giugno 1991 34ª giornata | Baracca Lugo | 0 – 0 | Carrarese |  |